# Kolerträsket
Kolerträsket är en sjö i Piteå kommun i Norrbotten och ingår i Lillpiteälvens huvudavrinningsområde. Sjön har en area på 0,639 kvadratkilometer och ligger 279,9 meter över havet.

## Delavrinningsområde
Kolerträsket ingår i det delavrinningsområde (727434-171562) som SMHI kallar för Utloppet av Kolerträsket. Medelhöjden är 296 meter över havet och ytan är 4,19 kvadratkilometer. Räknas de 14 avrinningsområdena uppströms in blir den ackumulerade arean 121,84 kvadratkilometer. Avrinningsområdets utflöde Lillpiteälven mynnar i havet. Avrinningsområdet består mestadels av skog (74 procent). Avrinningsområdet har 0,71 kvadratkilometer vattenytor vilket ger det en sjöprocent på 16,9 procent.